# I Need a Doctor
"I Need a Doctor" é uma canção de Dr. Dre, para o seu terceiro e último álbum de estúdio Detox. Conta com a participação de Eminem e Skylar Grey. Foi lançada como single a 1 de Fevereiro de 2011, escrita por A. Young, A. Thiam, M. Mathers, A. Grant, e produzida por Alex Da Kid.

## Desempenho nas tabelas musicais

### Posições
| Tabelas musicais (2011)            | Melhor posição |
| ---------------------------------- | -------------- |
| Austrália - ARIA Charts            | 43             |
| Canadá - Canadian Hot 100          | 8              |
| Dinamarca - Tracklisten            | 40             |
| Estados Unidos - Billboard Hot 100 | 4              |
| França - SNEP                      | 52             |
| Reino Unido - UK Singles Chart     | 21             |
| Suíça - Media Control AG           | 40             |

## Histórico de lançamento
| País           | Data                   | Formato          | Editora discográfica |
| -------------- | ---------------------- | ---------------- | -------------------- |
| Estados Unidos | 1 de Fevereiro de 2011 | Descarga digital | Interscope Records   |
| Irlanda        | 1 de Fevereiro de 2011 | Descarga digital | Interscope Records   |
| Portugal       | 1 de Fevereiro de 2011 | Descarga digital | Interscope Records   |
| Reino Unido    | 1 de Fevereiro de 2011 | Descarga digital | Interscope Records   |
| Alemanha       | 25 de Março de 2011    | CD single        | Interscope Records   |